# Roser Juanola Terradellas
Roser Juanola Terradellas   (Banyoles, 27 de febrer de 1949) és pedagoga de l'art i catedràtica d'Art i Educació de la Universitat de Girona. Ha fet docència, recerca entorn de la pedagogia, de la didàctica de l'art i estudi de les institucions educatives.

## Biografia
És mestra i llicenciada en Belles Arts per la Universitat de Barcelona. Es va doctorar l'any 1987 a la Universitat Autònoma de Barcelona (UAB) en Filosofia i Lletres i Ciències de l'Educació. Professora de la UAB i investigadora principal en la recerca d'Art i Educació a la Universitat de Girona (UdG).
La seva càtedra, obtinguda l’any 2000, va ser la primera càtedra de Didàctica de l'Art de l'Estat i, des del seu departament, va obrir noves línies de recerca. És experta en Educació Artística Comparada i ha estat representant nacional del comitè internacional CECA-ICOM per fomentar línies de recerca i cooperació entre educació artística i museus. Directora del Grup de Recerca consolidat GREPAI (Educació, Patrimoni i Arts Intermèdia) de la UdG. Col·labora amb: ICOMOS i el Forum UNESCO.
Ha col·laborat o elaborat publicacions a l'entorn d'altres pedagogs de l'art com Ester Boix, Rosa Gratacós o Roman de la Calle.
Va coordinar la col·lecció de l'Editorial Paidós "Arte y Educación", dedicada a publicar traduccions d'obres bàsiques de pedagogs internacionals. Ha coordinat doctorats i màsters entorn de models d'educació artística, formació artística multicultural i didàctiques sobre patrimoni cultural.

## Obres
Llibres (selecció). Altres obres a Dialnet
- Educació visual a l'escola (1983). Rosa Sensat. Barcelona.[7]
- La percepció en el procés educatiu de les arts visuals . (1987). Tesi Doctoral. Bellaterra: Publicacions de la Universitat Autònoma de Barcelona. ISBN 84-7488-372-5
- Educació del patrimoni: visions interdisciplinàries (2006). Documenta Universitaria. Girona
- L'Escola d'Arts i Oficis de Banyoles. Una visió comparativa en el context de les escoles gironines.(2016).[1]